# Örnsköld

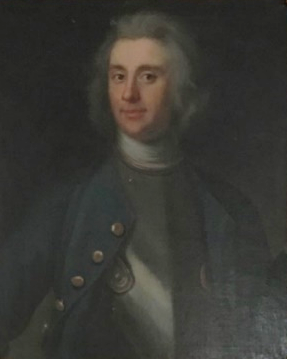
Mårten Ludvig Löth-Örnsköld (1725–1791).

Örnsköld och Löth-Örnsköld är två utgångna svenska adelsätter, där där den förra som hade friherrlig rang är en fortsättning av den senare, som var obetitlat adlig. Staden Örnsköldsvik har namn efter en medlem av denna släkt, landshövdingen Per Abraham Örnsköld] (1720–1791).
.

## Historik
Ättens stamfader Johannes var kyrkoherde och prost i Löth på Öland, och var en av undertecknarna av beslutet från Uppsala möte år 1593. Enligt Anders Anton von Stiernman upptog hans barn namnet Löth efter födelsegården. Ett av dessa barn, Simon Löth, var enligt Anrep slaktare i Kalmar och förmögen borgare. Han ska ha blivit far till Jonas Simonis Löeth som efter studier vid Uppsala universitet blev hovpredikant hos greve Bengt Oxenstierna. Han kallades två gånger till kyrkoherde i hemtrakterna i utbyte mot att han skulle äkta företrädarnas änkor, men avböjde för att 1688 acceptera tjänsten som kyrkoherde i Sorunda församling i Strängnäs stift. Vid installationen av honom året därefter brann Sorunda kyrka. Han gifte sig det året med Margareta Bröms, dotter till tullnären vid Stora sjötullen Jöns Månsson Bröms i Norrköping och Gertrud Ekhalt eller Ekholt från Reval.
Deras son Johan Löth var militär och deltog i slaget vid Helsingborg, 1718 års fälttåg i Norge och deltog i försvaret av Nyköping när staden härjades av ryssarna. Han fick slutligen rangen major vid livdrabantkåren. År 1720 gifte han sig med Sara Helena, dotter till Peter Svedberg, adlad Schönström, och Anna Maria Reenstierna. Han hade året dessförinnan adlats med namnet Löth-Örnsköld, och introducerades 1720 på nummer 1644.
Johan Löth-Örnsköld och Sara Helena Schönström fick fyra barn som levde till vuxen ålder, samtliga söner. År 1771 upphöjdes de tre av dem som var vid liv till friherrar med namnet Örnsköld, och introducerades på nummer 284 varvid den adliga ätten 1644 blev utgången. 
En av dessa söner, Per Abraham Örnsköld (1720–1791) gav namn till Örnsköldsvik. Han var gift med Ulrika Eleonora von Berchner, paret fick inga barn.
Hans yngre bror Carl Daniel Örnsköld (1726–1788) var överstelöjtnant, fullmäktig i Jernkontoret och Riddarhusdirektör, och var gift med sin halvkusin Anna Maria Schönström, dotter till Peter Schönström och hans hustru Agneta som tillhörde den adliga ätten Skogh nr 704. De fick dotterm Agneta Sofia, gift Reutersköld och en son som avled späd.

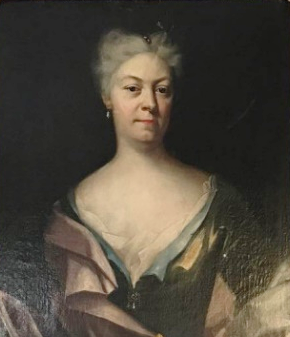
Alleta Maria Söderhielm (1733–1794).

En annan bror, Mårten Ludvig Örnsköld (1725–1791) var överstelöjtnant och gift med Althea Maria Söderhielm (1733–1794) vars mor var en Cederberg. De fick tre barn som levde till vuxen ålder. Dottern Ulrika Charlotta gifte sig med majoren friherre Gustaf Johan Mannerheim, sonen Johan Wilhelm var överste och riksdagsman, och ätten fortlevde med löjtnanten Nils August Örnsköld som till hustru hade en ofrälse borgmästardottern Magdalena Catharina Jönsson från Karlshamn. De fick flera döttrar som gifte sig ofrälse, och endast en son som förde ätten vidare på svärdssidan, kaptenen Axel Otto Fabian Örnsköld, gift med en borgardotter Wennerholm från Göteborg. Manliga medlemmar av ätten utvandrade därefter till Nordamerika och Argentina, där ätten slocknade på svärdssidan.

## Personer med namnet Örnsköld
- Johan Löth-Örnsköld (1690–1728) major, gift med Sara Helena Schönström
- Per Abraham Örnsköld (1720–1791) friherre och borgmästare, gift med Ulrika Eleonora von Berchner
- Carl Daniel Örnsköld (1726–1788) friherre och överstelöjtnant och Riddarhusdirektör, gift med Anna Maria Schönström
- Mårten Ludvig Löth-Örnsköld (1725–1791) friherre, överstelöjtnant och bruksägare, gift med Alleta Maria Söderhielm